# Miquelot
Miquelot es uno de los personajes ficticios que pertenecen al bestiario popular valenciano, empleado por los adultos para asustar a los pequeños y conseguir de ellos un determinado comportamiento. Se trata de un individuo de costumbres nómadas,  que va de pueblo en pueblo, y si ve a un niño solo por la calle, lo mete dentro del saco y se lo lleva. Con este personaje se conseguía que los niños no salieron a la calle sin supervisión, o que se comportaron de determinada manera con la amenaza de hacer venir al Miquelot a por los niños.
También es denominado como el saginer, greixer, padre lobo, el Sangueta; aunque cada uno de estos personajes podían tener características propias y únicas.